# USS Leary (DD-879)
El USS Leary (DD/DDR-879) fue un destructor de la clase Gearing, perteneciente a la Armada de Estados Unidos. Fue el segundo buque en portar este nombre, en honor del teniente Clarence F. Leary, quien perdió la vida en el cumplimiento del deber. Se le concedió a título póstumo la Cruz de la Armada

## Historial operativo
El USS Leary fue puesto en grada el 11 de agosto de 1944, en los astilleros Consolidated Steel Corporation en Orange, Texas. Fue botado el 20 de enero de 1945, actuando como madrina del acto la esposa del vicealmirante Theodore S. Wlkinson. El USS Leary fue asignado oficialmente a la Armada de Estados Unidos el 7 de mayo de 1945.
En 1949, se cambió su designación oficial de DD-879 a DDR-879.

### Armada Española:Lángara(D-64)
El 31 de octubre de 1973, tras 28 años de servicio fue dado de baja en la Armada de Estados Unidos y cedido a España, fue dado de alta en la Armada Española designado como Lángara (D-64), en honor de Juan de Lángara. En 1978 fue vendido definitivamente a España.
En 1992, después de 14 años de servicio en la Armada Española (47 en total), fue dado de baja en la Armada española y vendido para desguace.